# Svetlana Baitova
Svetlana Nikolayevna Baitova (belarús: Святлана Мікалаеўна Баітава; rus: Светлана Николаевна Баитова; Mahiliou, 3 de setembre de 1972) és una gimnasta belarussa retirada. Va guanyar una medalla d'or als Jocs Olímpics de 1988 com a membre de l'equip soviètic i va acabar quarta a la final del Campionat del Món de 1987.

## Carrera
Baitova va competir als Jocs Olímpics d'estiu de 1988 i va guanyar una medalla d'or amb l'equip soviètic. Individualment, va acabar 13è a la competició per equips, però no es va classificar per a la final (36 primeres) ja que era la quarta classificada soviètica i el límit llavors era de tres gimnastes per nació. El seu millor resultat individual va ser ka setena a la barra d'equilibri, però de nou no va avançar a la final d'aparells (top 8), ja que era la tercera soviètica (dues gimnastes per nació era el límit per a les finals d'aparells). Els seus altres resultats van ser novena (barres asimètriques), 14ena (salt) i 31ena (terra). El 1988, encara no s'havia recuperat d'una fractura a la mà que va patir el 1987. No obstant això, va ser inclosa a l'equip a causa del seu bon rendiment a les proves olímpiques.
Baitova va guanyar una medalla de plata per equips i va acabar quarta a la final del Mundial de 1987. També va acabar quarta en tres de les quatre finals d'aparells; salt, barres asimètriques i exercici de terra. Va guanyar una medalla d'or per equips al Campionat del Món de 1989.

## Habilitats homònimes
Baitova va ser la primera gimnasta a realitzar amb èxit a la competició la salt de doble torsió Yurchenko (DTY), per la qual cosa porta el seu nom al Codi de Punts. També té un suport homònim de barra d'equilibri.
| Aparell           | Nom     | Descripció                                                                 | Dificultat |
| ----------------- | ------- | -------------------------------------------------------------------------- | ---------- |
| Salt              | Baitova | Rondada flic-flac – mortal enrere estès amb 2/1 gir (720º) en el segon vol | 5.0        |
| Barra d'equilibri | Baitova | Entrada amb dos cercles de cames seguits de “tisora americana”             | D          |

1. ↑  Vàlid per al Codi de Puntuació 2022-2024

## Retirada
Es va retirar el 1990 i des del 1991 treballa com a entrenadora de gimnàstica a Mahiliou. El 1990 es va casar i va donar a llum un fill Alex, però es va tornar a casar més tard. El 2002, va ser contractada per entrenar a Qatar amb un contracte de cinc anys, però va tornar després d'11 mesos perquè no podia tolerar el clima càlid.

## Reconeixements
És ciutadana d'honor al seu Mahiliou natal, a l'actual Belarús.